# UFC 113
UFC 113: Machida vs. Shogun 2  è stato un evento di arti marziali miste tenuto dalla Ultimate Fighting Championship l'8 maggio 2010 al Centre Bell di Montréal, Canada.

## Background
Il main event di UFC 113 fu il rematch tra Lyoto Machida e Mauricio Rua per l'UFC Light Heavyweight Championship. I due si erano incontrati per la prima volta ad UFC 104, dove Lyoto Machida aveva conservato la sua cintura con una controversa decisione unanime.
Secondo il presidente dell'UFC Dana White, il vincitore del match Josh Koscheck-Paul Daley avrebbe ricevuto una title shot contro Georges St.Pierre per l'UFC Welterweight Championship e sarebbe stato il coach avversario di St. Pierre nella dodicesima stagione del reality The Ultimate Fighter.

## Risultati

### Card preliminare
- Incontro categoria Pesi Medi:  Jason MacDonald contro  John Salter

Salter sconfisse MacDonald per KO Tecnico (infortunio) a 2:42 del primo round.
- Incontro categoria Pesi Welter:  Yoshiyuki Yoshida contro  Mike Guymon

Guymon sconfisse Yoshida per decisione unanime (30–27, 30–27, 30–27).
- Incontro categoria Pesi Massimi:  Tim Hague contro  Joey Beltran

Beltran sconfisse Hague per decisione unanime (30–27, 30–26, 29–28).
- Incontro categoria Pesi Welter:  TJ Grant contro  Johny Hendricks

Hendricks sconfisse Grant per decisione di maggioranza (29–27, 29–27, 28–28). Dedotto un punto a Grant per ripetuti colpi all'inguine.
- Incontro categoria Pesi Welter:  Marcus Davis contro  Jonathan Goulet

Davis sconfisse Goulet per KO Tecnico (pugni) a 1:23 del secondo round.
- Incontro categoria Pesi Medi:  Joe Doerksen contro  Tom Lawlor

Doerksen sconfisse Lawlor per sottomissione (strangolamento da dietro) a 2:10 del secondo round.

### Card principale
- Incontro categoria Pesi Medi:  Patrick Côté contro  Alan Belcher

Belcher sconfisse Côté per sottomissione (strangolamento da dietro) a 3:25 del secondo round.
- Incontro categoria Pesi Massimi:  Kimbo Slice contro  Matt Mitrione

Mitrione sconfisse Slice per KO Tecnico (pugni) a 4:24 del secondo round.
- Incontro categoria Pesi Leggeri:  Sam Stout contro  Jeremy Stephens

Stephens sconfisse Stout per decisione divisa (30–27, 29–28, 28–29).
- Incontro categoria Pesi Welter:  Josh Koscheck contro  Paul Daley

Koscheck sconfisse Daley per decisione unanime (30–27, 30–27, 30–27).
- Incontro per il titolo dei Pesi Mediomassimi:  Lyoto Machida (c) contro  Mauricio Rua

Rua sconfisse Machida per KO (pugni) a 3:34 del primo round diventando il nuovo campione dei pesi mediomassimi.

## Post evento
Dopo il suono finale della campana che decretò la fine dell'incontro, Koscheck tornò nel suo angolo mentre un visibilmente deluso Paul Daley lo seguì. Quello che sembrava un gesto sportivo si trasformò in un pugno a tradimento che colpì Koscheck in pieno. Nella conferenza stampa post match, Koscheck disse: "Oh sì, l'ho sentito il colpo. È stato il suo migliore della serata." Dana White disse "[Daley] non combatterà mai più nell'UFC."
Dana White confermò nella conferenza stampa post-match che Kimbo Slice sarebbe "probabilmente" stato tagliato dall'UFC.
Quando l'evento venne ritrasmesso dalla tv via caso, il combattimento Koscheck/Daley non fu parte della ritrasmissione, a causo dello sdegno di Dana White per quanto accaduto dopo il suono della campana finale.

## Premi
Ai vincitori sono stati assegnati 65.000$ per i seguenti premi:
- Fight of the Night:  Sam Stout contro  Jeremy Stephens
- Knockout of the Night:  Mauricio Rua
- Submission of the Night:  Alan Belcher